# Wetteraukreis
Wetteraukreis là một huyện ở giữa Hessen, Đức. Các huyện giáp ranh là: Gießen (huyện), Vogelsberg (huyện), Main-Kinzig, Frankfurt, Hochtaunus, Lahn-Dill.
Huyện được lập năm 1972 khi hai huyện Friedberg và Büdingen đã được hợp nhất.

## Địa lý
Huyện này nằm ở giữa núi Taunus và núi lửa Vogelsberg. Sông chính qua huyện là sông Nidda.

## Thị xã và đô thị
| Thị xã | Đô thị |
| --- | --- |
| 1. Bad Nauheim 2. Bad Vilbel 3. Büdingen 4. Butzbach 5. Florstadt 6. Friedberg 7. Gedern 8. Karben 9. Münzenberg 10. Nidda 11. Niddatal 12. Ortenberg 13. Reichelsheim 14. Rosbach vor der Höhe | 1. Altenstadt 2. Echzell 3. Glauburg 4. Hirzenhain 5. Kefenrod 6. Limeshain 7. Ober-Mörlen 8. Ranstadt 9. Rockenberg 10. Wölfersheim 11. Wöllstadt |